# チミンジオキシゲナーゼ
チミンジオキシゲナーゼ（thymine dioxygenase）は、次の化学反応を触媒する酸化還元酵素である。
チミン + 2-オキソグルタル酸 + O2 {\displaystyle \rightleftharpoons } 5-ヒドロキシメチルウラシル + コハク酸 + CO2
反応式の通り、この酵素の基質はチミンと2-オキソグルタル酸とO2、生成物は5-ヒドロキシメチルウラシルとコハク酸とCO2である。補因子として鉄とアスコルビン酸を用いる。
組織名はthymine,2-oxoglutarate:oxygen oxidoreductase (7-hydroxylating)で、別名にthymine 7-hydroxylase、5-hydroxy-methyluracil dioxygenase、5-hydroxymethyluracil oxygenaseがある。